# Валента, Матей
Матей Валента (чеш. Matěj Valenta; род. 9 февраля 2000, Прага) — чешский футболист, полузащитник чешского клуба «Виктория».

## Карьера
Валента является воспитанником пражской «Славии». С сезона 2018/2019 тренируется с основной командой. 25 августа 2018 года дебютировал в чешском чемпионате в поединке против «Теплице», выйдя на замену на 84-й минуте вместо Александру Балуцэ. 

## Статистика
Клубная статистика
Данные на 3 сентября 2018 года.
| Клуб            | Сезон           | Лига | Лига | Кубок | Кубок | Еврокубки | Еврокубки | Всего | Всего |
| Клуб            | Сезон           | Игры | Голы | Игры  | Голы  | Игры      | Голы      | Игры  | Голы  |
| --------------- | --------------- | ---- | ---- | ----- | ----- | --------- | --------- | ----- | ----- |
| Славия          | 2018/2019       | 1    | 0    | 0     | 0     | 0         | 0         | 1     | 0     |
| Всего в карьере | Всего в карьере | 1    | 0    | 0     | 0     | 0         | 0         | 1     | 0     |